# 米柳阿科查山
8°48′08″S 77°44′05″W / 8.80222°S 77.73472°W
米柳阿科查山（西班牙語：Milluacocha），是秘魯的山峰，位於該國北部安卡什大區，由瓦伊拉斯省的尤拉克馬爾卡區負責管轄，屬於布蘭卡山脈的一部分，海拔高度5,404米。